# Nálad vagy nálam?
A Nálad vagy nálam? (eredeti cím: True Spirit) 2023-ban bemutatott amerikai romantikus filmvígjáték, amelyet Aline Brosh McKenna írt és rendezett. A főbb szerepekben Reese Witherspoon, Ashton Kutcher, Jesse Williams, Zoë Chao és Wesley Kimmel látható.
Amerikában és Magyarországon 2023. február 10-én a Netflixen mutatták be.

## Cselekmény
2003-ban Los Angelesben, egy másik párral töltött pókeres este után Debbie Dunn és Peter Coleman lefekszik egymással, és együtt töltik az éjszakát a nő otthonában.
Húsz évvel később Debbie és Peter a legjobb barátok. A férfi New Yorkba költözött, és sikeres üzletember lett, míg a nő még mindig Los Angelesben él, és könyvelőként dolgozik fia, Jack középiskolájában.
Debbie felhívja Petert a születésnapján, és megbeszélik, hogy hamarosan New Yorkba megy, hogy elvégezzen egy könyvelői programot, amely segít neki egy jobban fizető állás megszerzésében. Debbie volt férjének színésznő barátnője, Scarlet vigyázna Jackre egy hétig, de lelép, amikor két hétre szerepet kap Vancouverben. Peter, aki épp most szakított a barátnőjével, és két állás között van, felajánlja, hogy Los Angelesbe megy, és vigyáz Jackre.
Kaliforniában Peter megtudja, hogy Debbie mennyire túlságosan óvó szülői magatartást tanúsít, és úgy dönt, hogy segít Jacknek egy kicsit lazítani. Peter skybox-jegyeket szerez egy Los Angeles Kings-meccsre, és arra biztatja Jacket, hogy hívjon magával két osztálytársát, de ez balul sül el, amikor azok nem vesznek tudomást róla.
Eközben New Yorkban Debbie a könyvelési óráira jár, és találkozik Peter volt barátnőjével, Minkával, aki meghívja őt egy italra. A bárban Minka segít neki felkelteni Theo Martin könyvkiadó figyelmét. Meg is mutatja Debbie-nek Peter kiadatlan regényét. Miután elolvasta a kéziratot, Debbie szabadúszó szerkesztőnek adja ki magát, miközben megpróbálja meggyőzni Theót, hogy adjon neki egy esélyt.
Peter egyre közelebb kerül Jackhez, és meggyőzi a hokiedzőt, hogy engedje játszani a csapatba. Eközben Debbie Theóval randizik, aminek az lesz a vége, hogy együtt töltik az éjszakát. Debbie véletlenül beindítja a lakás távoli kameráját, aminek következtében Peter szemtanúja lesz. Megzavarodva elmegy egy bárba, ahol találkozik egy régi barátnőjével, de nem tudja rávenni magát, hogy lefeküdjön vele. Rájön, hogy szerelmes Debbie-be.
Debbie utolsó New York-i napján átmegy a vizsgán, és akaratlanul felfedezi Peter elrejtett emléktárgyait. Amikor Debbie találkozik Theóval, a férfi elmondja neki, hogy szerzett neki egy interjút a Macmillannél, így potenciálisan randevúzhatnak. A lány azonban bevallja, hogy valaki másba szerelmes.
Los Angelesben Jack próbajátéka jól megy, de végül megsérül. Peter felhívja Debbie-t, aki dühös, hogy veszélyeztette a fiát, bár Jack látszólag jól van. A nő sietve indul haza Jackhez, és azt mondja Peternek, hogy tűnjön el, mielőtt megérkezik.
Peter és Debbie a Los Angeles-i repülőtéren találkoznak egymással. Egy heves vita után a férfi kijelenti, hogy mélyen szerelmes a lányba, és azóta az, amióta találkoztak, és szenvedélyesen megcsókolják egymást. Hat hónappal később összeházasodnak, Peter író lett, és hozzájuk költözött Kaliforniába. A nő szerkesztő egy indie kiadónál, Jack pedig a hokicsapatban játszik.

## Szereplők
| Szerep            | Színész           | Magyar hang       |
| ----------------- | ----------------- | ----------------- |
| Debbie Dunn       | Reese Witherspoon | Kökényessy Ági    |
| Peter Coleman     | Ashton Kutcher    | Hevér Gábor       |
| Minka             | Zoë Chao          | Sipos Eszter Anna |
| Theo Martin       | Jesse Williams    | Dányi Krisztián   |
| Jack              | Wesley Kimmel     | Bősz Mirkó        |
| Alicia            | Tig Notaro        | Gruber Zita       |
| Zen               | Steve Zahn        | Rajkai Zoltán     |
| Scarlet           | Rachel Bloom      | Hermann Lilla     |
| Golden professzor | Griffin Matthews  | Koncz István      |
| Becca             | Vella Lovell      | Nemes Takách Kata |
| Vanessa           | Shiri Appleby     | Solecki Janka     |

### Magyar változat
- Magyar szöveg: Ágostai Katalin
- Hangmérnök: Schriffert László
- Vágó: Kajdácsi Brigitta
- Gyártásvezető: Kincses Tamás
- Szinkronrendező: Földi Levente

A szinkront a Mafilm Audio Kft. készítette el.

## A film készítése
A filmet 2020 májusában jelentették be, a Netflix forgalmazza, a főszereplője Reese Witherspoon, írója és rendezője pedig Aline Brosh McKenna lesz.
2021 augusztusában Ashton Kutcher is csatlakozott a szereplőgárdához.  2021 októberében bejelentették, hogy Jesse Williams, Tig Notaro, Zoë Chao, Steve Zahn és Wesley Kimmel is csatlakozott a stábhoz.
A forgatás 2021 októberében kezdődött Brooklynban.